# Mark Madsen
Mark Ellsworth Madsen (Walnut Creek, Kalifornija, 28. siječnja 1976.) američki je profesionalni košarkaš. Igra na poziciji krilnog centra, a trenutačno je slobodan igrač. Izabran je u 1. krugu (29. ukupno) NBA drafta 2000. od strane Los Angeles Lakersa.

## Sveučilište
Pohađao je sveučilište Stanford. Odveo je momčad do četiri završnice NCAA natjecanja. Svoju sveučilišnu karijeru završio je kao jedan od desetorice najboljih po broju blokada i skokova te je dva puta bio izabran u All-American momčad i u All-Pac 10 momčad.

## NBA karijera
Izabran je kao 29. izbor NBA drafta 2000. od strane Los Angeles Lakersa. Bio je važan igrač s klupe u osvajanju dva uzastopna NBA naslova s Lakersima. U sezoni 2003./04. Madsen je potpisao za Minnesota Timberwolvese s kojima je proveo šest sezona. 20. srpnja 2009. Madsen je mijenjan u Los Angeles Clipperse zajedno sa Sebastianom Telfairom i Craigom Smithom u zamjenu za Quentina Richardsona, ali mjesec dana kasnije otpušten je iz kluba.

## NBA statistika

### Regularni dio
| Godina    | Klub        | Odig. uta. | Uta. poč. | Min. | 2P%  | 3P%   | Sl. bac.% | Skok. | Asist. | Ukr. lop. | Blok. | Poena |
| --------- | ----------- | ---------- | --------- | ---- | ---- | ----- | --------- | ----- | ------ | --------- | ----- | ----- |
| 2000./01. | L.A. Lakers | 70         | 3         | 9.2  | .487 | 1.000 | .703      | 2.2   | .3     | .1        | .1    | 2.0   |
| 2001./02. | L.A. Lakers | 59         | 5         | 11.0 | .452 | .000  | .648      | 2.7   | .7     | .3        | .2    | 2.8   |
| 2002./03. | L.A. Lakers | 54         | 22        | 14.5 | .423 | .000  | .590      | 2.9   | .7     | .3        | .3    | 3.2   |
| 2003./04. | Minnesota   | 72         | 12        | 17.3 | .495 | .000  | .483      | 3.8   | .4     | .5        | .2    | 3.6   |
| 2004./05. | Minnesota   | 41         | 14        | 14.7 | .515 | .000  | .500      | 3.1   | .4     | .2        | .3    | 2.1   |
| 2005./06. | Minnesota   | 62         | 7         | 10.9 | .409 | .000  | .426      | 2.3   | .2     | .4        | .3    | 1.2   |
| 2006./07. | Minnesota   | 56         | 0         | 8.4  | .535 | .000  | .517      | 1.6   | .2     | .2        | .2    | 1.1   |
| 2007./08. | Minnesota   | 20         | 6         | 7.6  | .158 | .000  | .250      | 1.9   | .2     | .2        | .1    | .5    |
| 2008./09. | Minnesota   | 19         | 1         | 6.1  | .214 | .000  | .000      | .9    | .2     | .1        | .1    | .3    |
| Ukupno    |             | 453        | 70        | 11.8 | .457 | .063  | .527      | 2.6   | .4     | .3        | .2    | 2.2   |

### Doigravanje
| Godina    | Klub        | Odig. uta. | Uta. poč. | Min. | 2P%  | 3P%  | Sl. bac.% | Skok. | Asist. | Ukr. lop. | Blok. | Poena |
| --------- | ----------- | ---------- | --------- | ---- | ---- | ---- | --------- | ----- | ------ | --------- | ----- | ----- |
| 2000./01. | L.A. Lakers | 13         | 0         | 3.7  | .077 | .000 | .600      | .8    | .3     | .0        | .2    | .4    |
| 2001./02. | L.A. Lakers | 7          | 0         | 1.4  | .000 | .000 | .000      | .3    | .0     | .0        | .0    | .0    |
| 2002./03. | L.A. Lakers | 12         | 2         | 14.1 | .419 | .000 | .438      | 2.3   | 1.0    | .2        | .2    | 2.8   |
| 2003./04. | Minnesota   | 17         | 0         | 13.1 | .531 | .000 | .448      | 3.4   | .1     | .3        | .2    | 2.8   |
| Ukupno    |             | 49         | 2         | 9.2  | .403 | .000 | .460      | 2.0   | .4     | .2        | .2    | 1.7   |

## Vanjske poveznice
- Službena stranica
- Profil na NBA.com
- Profil na Basketball-Reference.com